# Tango & Cash
Tango & Cash ist eine US-amerikanische Action-Komödie aus dem Jahr 1989. Die Regie führte Andrei Sergejewitsch Michalkow-Kontschalowski, das Drehbuch schrieb Randy Feldman. In den Hauptrollen sind Sylvester Stallone, Kurt Russell und Teri Hatcher zu sehen.
Der Film feierte seine Premiere in den Vereinigten Staaten am 22. Dezember 1989 und war am 29. März 1990 erstmals in Deutschland zu sehen.

## Handlung
Raymond Tango und Gabriel Cash sind beide als Polizisten im Drogendezernat der Polizei von Los Angeles tätig, gelten beruflich als überaus erfolgreich und haben mit ihren jüngsten Fahndungserfolgen den Drogenboss und Waffenhändler Yves Perret gegen sich aufgebracht. Ansonsten haben die beiden wenig Gemeinsamkeiten. Während Tango sich kultiviert gibt, Anzüge als Bekleidung bevorzugt und Leser des Wall Street Journal ist, entspricht Cash eher dem Typ des schnoddrigen und proletarischen Draufgängers.
Perret hat durch die Zugriffe der beiden stets separat und allein operierenden Polizisten inzwischen fast 100 Millionen US-Dollar verloren, weswegen er sie aus dem Weg räumen lassen möchte. Da er jedoch befürchtet, die beiden stadtbekannten Polizisten durch ein Attentat zu Märtyrern zu machen, plant er eine Intrige und lockt die beide in ein verlassenes Warenhaus, in dem er neben einer Waffe von Cash die Leiche eines verwanzten Polizisten platzieren lässt. Kaum haben die beiden Ermittler den fingierten Tatort betreten, erfolgt der Zugriff durch die von Perret informierten Polizisten.
In einem Eilverfahren werden Tango und Cash auf Basis eines gefälschten Tonbandes zu jeweils 18 Monaten Haft wegen Totschlags verurteilt und gemeinsam in ein Gefängnis gebracht. Perret versucht, die beiden Polizisten im Gefängnis von den anderen Häftlingen töten zu lassen, doch Tango und Cash können sich zur Wehr setzen. Um die Drahtzieher, denen sie den Gefängnisaufenthalt zu verdanken haben, zur Rechenschaft zu ziehen, brechen die beiden aus dem Gefängnis aus, indem sie die Gefängnismauer mit Hilfe ihrer Gürtel an den Hochspannungsleitungen hängend überqueren.
Nach dem Ausbruch tauchen beide unter (Cash unter anderem bei Tangos Schwester Katherine, genannt „Kiki“) und beginnen getrennt zu ermitteln. Es stellt sich heraus, dass Perret einige FBI-Beamte bestochen hat, um die Schuld der beiden Cops zu fingieren. Schließlich fällt beiden das entlastende Band des verantwortlichen korrupten Tontechnikers in die Hände. Perret spielt daraufhin seinen letzten Trumpf aus und entführt Kiki, womit er hofft, Tango und Cash zu sich zu locken. Diese rüsten sich mit Waffen aus dem Polizeidepot aus und gelangen nach einem Schusswechsel mit Perrets Leuten in einer Baugrube in dessen Hauptquartier, das sich im Zentrum des Geländes befindet. Ehe das Gebäude durch eine Selbstzerstörung detoniert, töten beide Perret und seine Handlanger und befreien Kiki.
Cash sagt letztlich, er könne sich vorstellen, mit Katherine auszugehen. Tango quittiert dies spontan mit den Worten „nur über meine Leiche“, worauf Gabriel erwidert, der „Vorschlag“ sei „akzeptabel“. Daraufhin meint Katherine, Tango und Cash seien ein gutes Team.

## Kritiken
Rita Kempley schrieb in der Washington Post vom 22. Dezember 1989, der Film sei noch nicht einmal ein „schlechter Abklatsch“ von Lethal Weapon – Zwei stahlharte Profis. Das Drehbuch bezeichnete sie als „unreif“, Russell sei ein „harmloser“ Mel Gibson, Stallone nehme sich zu ernst und erscheine deswegen „unsympathisch“.
Michael Wilmington dagegen bezeichnete Stallones Performance in der Los Angeles Times vom 22. Dezember 1989 als „munter“ und „liebenswert“, er wirke „witziger“ und „selbstironischer“ als in früheren Rollen. Russell stelle eine „gute Kontrastfigur“ dar. Der Film selbst sei jedoch „eine Verschwendung von Talent und Energie“.
Das Lexikon des internationalen Films resümierte: „Temporeiches Actionkino mit fragwürdiger Propagierung von Männlichkeitswahn, gelegentlichen Anflügen von Komik und einer seichten Gut-Böse-Ideologie, das gegen Ende in ein pyrotechnisches Spektakel abrutscht.“
Von Frank Ehrlacher ist bei Moviemaster zu lesen: „Gute Action verspricht die Story und der Regisseur Andrej Kontschalowskij - das hält der Film aber nur bedingt. Zu viel ist vorhersehbar, zu viel läuft in altbewährten "Buddy"-Strickmustern ab und Sylvester Stallone wirkt durch den Anzug ungewohnt beengt - vielleicht hätten die beiden Protagonisten ihre Rollen einfach tauschen sollen, Kurt Russell hätte man diesen Part sicher eher abgenommen.“
Eine Kritikerrezension auf Kino.de meinte: „Polizei-Action-Tour aus dem Hause Guber/Peters („Batman“), inszeniert von Andrei Konchalowsky („Runaway Train“). Sylvester Stallone (als Kaschmir-Cop) und Kurt Russell (als eine Art Schimanski in Kamikaze-Stimmung) spielen rivalisierende Kollegen, die zu Freunden werden. […] Trotz mancher dramaturgischer Schwächen wird die temporeiche und zeitweise spektakuläre Machart in Verbindung mit den wirklich großen Namen der beiden Hauptdarsteller und der geplanten werblichen Unterstützung einen Blockbuster-Erfolg auf Video garantieren.“

## Hintergrund
- Der Film wurde im Zeitraum vom 12. Juni 1989 bis zum 20. Oktober 1989 in Irwindale sowie dem Ohio State Reformatory in Mansfield gedreht.[8][9] Er entstand mit einem geschätzten Budget in Höhe von 55 Millionen US-Dollar, wobei das ursprünglich eingeplante Budget um 20 Millionen US-Dollar überschritten wurde.[9][10] Der Film spielte allein in den USA über 63 Millionen US-Dollar an den Kinokassen sowie weitere 30 Millionen US-Dollar im Filmverleih ein.[9] Die deutschen Kinobetreiber zählten rund 1,2 Millionen Besucher.[9]
- Im Film bezeichnet Sylvester Stallone alias Raymond Tango die Filmfigur Rambo als „Waschlappen“, die er bis dahin drei Spielfilmen verkörpert hatte. In einer weiteren Szene wird Tango von Cash gefragt, ob er den stämmigen Häftling kenne und antwortet, „du warst einfach toll in Conan der Barbar“, als Anspielung auf seinen Schauspielerkollegen Arnold Schwarzenegger.
- Die Rolle des Cash vergleichen einige Filmbesprechungen mit Martin Riggs aus Lethal Weapon – Zwei stahlharte Profis.
- Die Anfangsszene, in welcher Stallone den Lastzug stoppt und die beiden Gauner durch die Frontscheibe stürzen, wurde aus dem Jackie-Chan-Streifen Police Story übernommen.
- Während der Produktion trug der Film den Titel The Set Up.[10] Ursprünglich war Patrick Swayze für die Rolle des Gabriel Cash vorgesehen.[10] Sylvester Stallone feuerte Barry Sonnenfeld und der Produzent Jon Peters feuerte den Regisseur Andrei Kontschalowski, weil dieser dem Film einen seriöseren Ton geben wollte, als dies von den Produzenten gewünscht war – erklärt sich Kontschalowski in seinen Memoiren.[10] Sylvester Stallone hingegen bezeichnet Kontschalowski als die „Stimme der Vernunft“ am Set.[10] Schließlich wurde Filmeditor Stuart Baird mit ins Projekt geholt, um den Rohschnitt zu überarbeiten, und die endgültige Schnittfassung zu erstellen.
- Es wurde eine „UNCUT BOOTLEG“-Version veröffentlicht, in der die Szene, in der Tango & Cash im Wasser mit Strom gefoltert werden, etwas erweitert wurde. Tango sagt dabei „son of a bitch“ und es wird grausam dargestellt, wie Cash unter Strom steht. Diese Szene ist nur unsynchronisiert zu sehen.
- Obwohl Geoffrey Lewis als Captain Schroeder eine nicht unerhebliche Nebenrolle spielt, wird er im Abspann nicht genannt.
- Philip Tan, der als chinesischer Attentäter zu Anfang mit Cash aneinandergerät, ist ein in Hollywood bekannter und renommierter Stuntkoordinator (unter anderem für die Fluch der Karibik-, Hangover- und Crank-Filmreihen sowie Minority Report und Inception).

## Auszeichnungen
Tango & Cash wurde im Jahr 1990 dreimal für die Goldene Himbeere nominiert, darunter Sylvester Stallone als schlechteste männliche Hauptrolle, Kurt Russell als schlechteste weibliche Nebenrolle für seinen Auftritt in Damenkleidern und Randy Feldman für das schlechteste Drehbuch, gewann jedoch keinen der Preise.